# Osvaldo Cruz
Osvaldo Cruz este un oraș în São Paulo (SP), Brazilia.